# Oaxacai iszapteknős
Az oaxacai iszapteknős (Kinosternon oaxacae) a hüllők (Reptilia) osztályába  és a teknősök (Testudines) rendjébe és az iszapteknősök (Kinosternidae) családjába tartozó faj.

## Előfordulása
Mexikó déli részén, Oaxaca és Guerrero állam területén honos.

## Megjelenése
Testhossza 17,5 centiméter.